# Lasse Eriksen
Lasse Eriksen (Oslo, 19 febbraio 1959) è un ex calciatore norvegese, di ruolo difensore.

## Carriera

### Club
Eriksen giocò con la maglia del Frigg, prima di passare al Vålerengen. Con questa maglia, vinse due campionati (1983 e 1984).

## Palmarès

### Club

#### Competizioni nazionali
- Campionato norvegese: 2

Vålerengen: 1983, 1984